# Сираков, Петко
Петко Атанасов Сираков (болг. Петко Атанасов Сираков, 16 февраля 1929 — 8 апреля 1996) — болгарский борец, призёр Олимпийских игр, чемпион мира.

## Биография
Родился в 1929 году в Вылчи-Доле.
В 1956 году на Олимпийских играх в Мельбурне завоевал серебряную медаль по правилам греко-римской борьбы.
В 1957 году на чемпионате мира завоевал золотую медаль по правилам вольной борьбы, став первым в истории Болгарии чемпионом мира по вольной борьбе.
На чемпионате мира 1958 года он смог подняться лишь до 4-го места в греко-римской борьбе, но на чемпионате мира 1959 года стал обладателем серебряной медали по правилам вольной борьбы.
Кавалер народного ордена Труда Болгарии (1960).
Сын Петко Сиракова Наско Сираков стал известным футболистом.